# Neujahrskonzert der Wiener Philharmoniker 1994

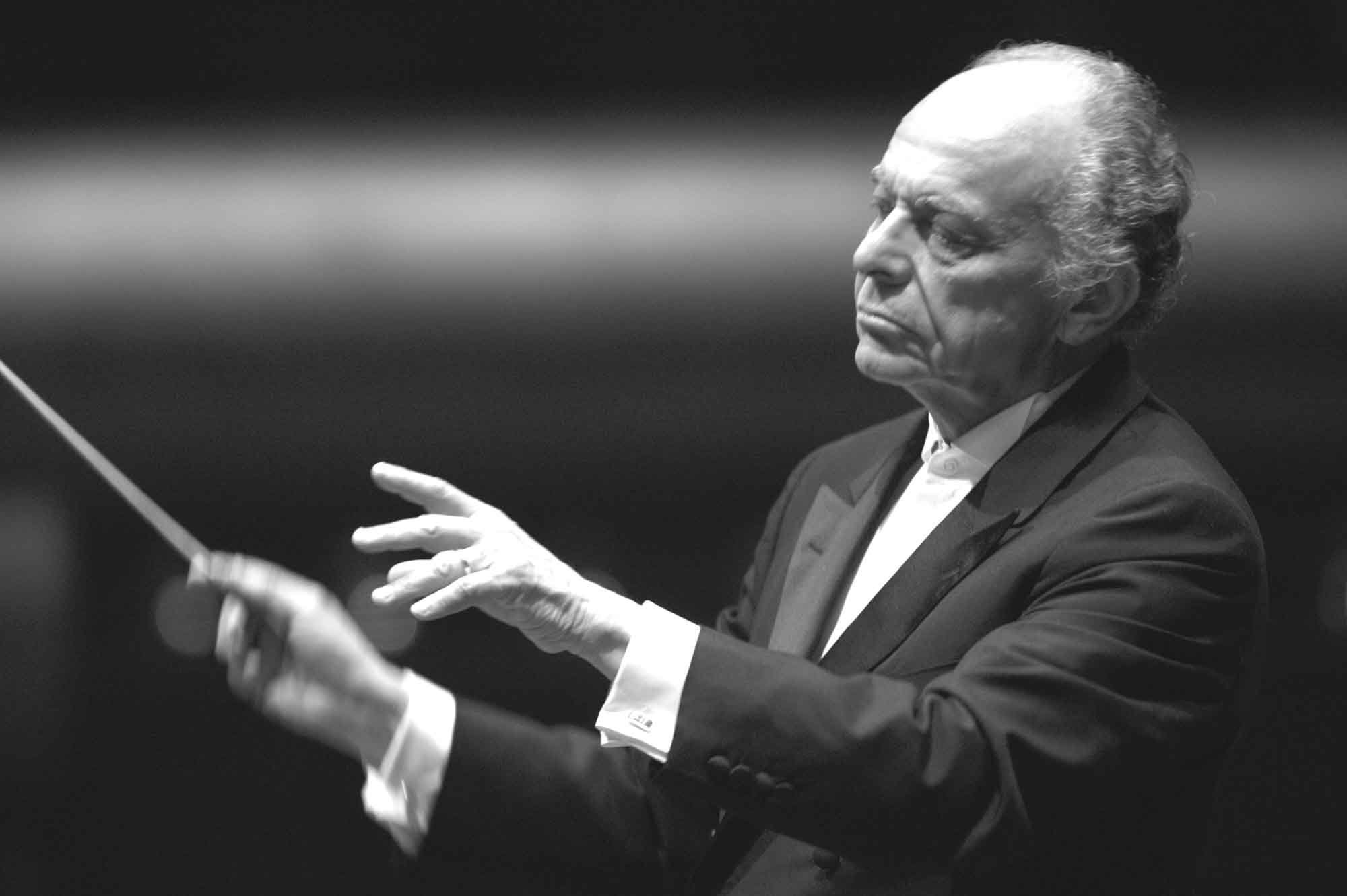
Lorin Maazel (2006)

Das Neujahrskonzert der Wiener Philharmoniker 1994 war das 54. Neujahrskonzert der Wiener Philharmoniker und fand am 1. Jänner 1994 im Wiener Musikverein statt. Dirigent war erstmals wieder Lorin Maazel, der bereits die Neujahrskonzerte 1980 bis 1986 (diese in direkter Nachfolge des legendären Willi Boskovsky) geleitet hatte.

## Programm

### 1. Teil
1. Johann Strauss (Sohn): Caroussel-Marsch, op. 133*
2. Johann Strauss (Sohn): Accelerationen, Walzer, op. 234
3. Josef Strauss: Aus der Ferne, Polka mazur, op. 270
4. Josef Strauss: Feuerfest!, Polka française, op. 269
5. Johann Strauss (Sohn): Lieder-Quadrille, op. 275*
6. Eduard Strauß: Mit Chic, Polka schnell, op. 221*

### 2. Teil
1. Johann Strauss (Sohn): Ouvertüre zur Operette „Eine Nacht in Venedig“
2. Joseph Lanner: Die Schönbrunner, Walzer, op. 200*
3. Johann Strauss (Sohn): L’Enfantillage, Polka française (Zäpperl-Polka), op. 202**
4. Johann Strauss (Sohn): Ein Herz, ein Sinn, Polka mazur, op. 323
5. Johann Strauss (Sohn): „Klänge der Heimat“, Csárdás aus „Die Fledermaus“, o. op. (Orchesterfassung)
6. Johann Strauss (Sohn): Geschichten aus dem Wienerwald, Walzer, op. 325 (Fassung für Orchester und zwei Violinen, Violinen: Lorin Maazel und Werner Hink)[2]
7. Josef Strauss: Ohne Sorgen, Polka schnell, op. 271

### Zugaben
1. Johann Strauss (Sohn): Lucifer-Polka, Polka schnell, op. 266*
2. Johann Strauss (Sohn): An der schönen blauen Donau, Walzer, op. 314
3. Johann Strauss (Vater): Radetzky-Marsch, op. 228

Werkliste und Reihenfolge sind der Website der Wiener Philharmoniker entnommen.
 Mit * gekennzeichnete Werke standen erstmals in einem Programm eines Neujahrskonzertes.
** „zäppeln/zeppeln“: wienerisch für „trippeln, kleine Schritte machen“.

## Besetzung (Auswahl)
- Lorin Maazel, Dirigent
- Wiener Philharmoniker

## Aufnahmen
Die Audio-CD erschien 1994 bei Sony Classical.